# Thiên hoàng Kōmyō
Thiên hoàng Kōmyō (光明天皇 Kōmyō-tennō, Quang Minh Thiên hoàng) là Thiên hoàng thứ hai của Bắc triều do nhà Ashikaga lập nên để chống lại Nam triều của Thiên hoàng Go-Murakami. Theo các học giả thời tiền Minh Trị, triều đại của ông kéo dài từ năm 1336 đến năm 1348.
Trong lịch sử Nhật Bản, có hai quý tộc mang tên Kōmyō:
- Phu nhân Kōmyō (701 - 760), vợ của Thiên hoàng Shōmu
- Thiên hoàng Kōmyō (1336 - 1348) của Bắc triều Nhật Bản

## Phả hệ
Tên cá nhân của ông là Yutahito (豊仁). Con trai thứ hai của Thiên hoàng Go-Fushimi. Mẹ ông là Neishi (寧子), con gái của Saionji Kinhira. Như vậy ông là em trai của Thiên hoàng tiền nhiệm trước đó, Thiên hoàng Kōgon.

## Lên ngôi Thiên hoàng
Ngày 20 tháng 9 năm 1336, ông được viên tướng Ashikaga Takauji đưa lên ngôi tại Kyoto sau khi đã đuổi được Thiên hoàng Go-Daigo về Yoshino ở miền Nam.
Không có tài liệu nào ghi chép những hoạt động thời ông trị vì.
Vào ngày 18 tháng 11 năm 1348, ông thoái vị để cho cháu trai là thân vương Masuhito (con trai của vua anh Kōgon) lên ngôi, hiệu là Thiên hoàng Sukō

## Thoái vị
Sau khi rời ngôi, ông sống quanh quẩn trong cung đình. Tháng 4/1352, cả hoàng tộc của ông bị quân Nam triều bắt hết về Yoshino. Từ đó, ông tu thiền và đến năm 1355 thì được trở về Kyoto và mất tại đó khi 80 tuổi.
Ông không đặt niên hiệu riêng mà sử dụng lại niên hiệu của Thiên hoàng Go-Murakami, vua Nam triều. Ông không đặt một chức quan lại nào.